# Rapsódias húngaras

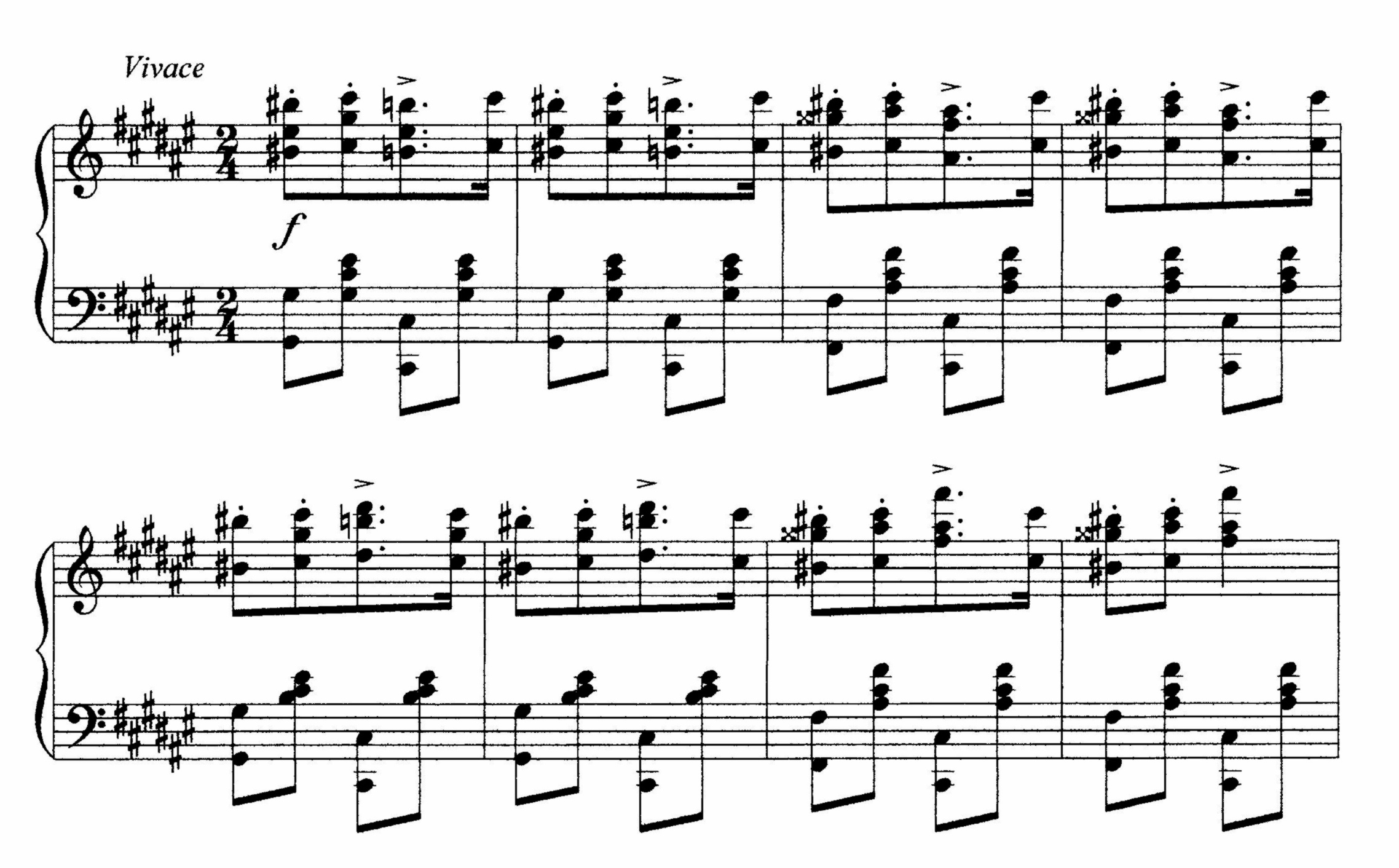
Tema principal da friska da Rapsódia húngara n.º 2.

As Rapsódias húngaras (S. 244), R106, de Franz Liszt (em húngaro:  Magyar rapszódiák, em alemão:  Ungarische Rhapsodien, em francês:  Rapsodies hongroises) são um conjunto de 19 obras para piano baseadas em música folclórica húngara. Foram compostas entre 1846 e 1853 e mais tarde entre 1882 e 1885. Liszt compôs ainda versões para orquestra e para duetos e trios de piano. Nas suas versões originais para piano, as Rapsódias húngaras destacam-se pela dificuldade, já que Liszt era um grande virtuoso desse instrumento.  

## Peças
Liszt incorporou muitos temas que tinha ouvido na sua Hungria natal e que pensava serem música popular, e que eram afinal melodías escritas por autores contemporâneos tocadas muitas vezes por músicos ciganos. As Rapsódias Húngaras foram influenciadas pelos verbunkos, uma dança húngara estruturada em várias partes com diferentes tempos. 
As primeiras quinze rapsódias foram publicadas em 1853 e as quatro restantes entre 1882 e 1885. Há uma última não publicada. Estas são as Rapsódias húngaras:
- Rapsódia húngara n.º 1 em mi maior ("à son ami E. Zerdahely")
- Rapsódia húngara n.º 2 em dó sustenido menor ("au Comte Ladislas Teleky")
- Rapsódia húngara n.º 3 em si bemol menor ("au Comte Leo Festetics")
- Rapsódia húngara n.º 4 em mi bemol maior (au Comte Casimir Esterházy)
- Rapsódia húngara n.º 5 em mi menor, Héroïde-élégiaque (Comtesse Sidonie Reviczky)
- Rapsódia húngara n.º 6 em ré bemol maior (au Comte Antoine d'Appony)
- Rapsódia húngara n.º 7 em ré menor (au Baron Fery Orczy)
- Rapsódia húngara n.º 8 em fá sustenido menor (á Anton Augusz)
- Rapsódia húngara n.º 9 em mi bemol maior, Pesther Carneval (á H. W. Ernst)
- Rapsódia húngara n.º 10 em mi maior (á Béni Egressy)
- Rapsódia húngara n.º 11 em lá menor (au Baron Fery Orczy)
- Rapsódia húngara n.º 12 em dó sustenido menor (á Joseph Joachim)
- Rapsódia húngara n.º 13 em lá menor (au Comte Leo Festetics)
- Rapsódia húngara n.º 14 em fá maior (á Hans von Bülow)
- Rapsódia húngara n.º 15 em lá menor, Rákóczy-Marsch (Am)
- Rapsódia húngara n.º 16 em lá menor (Budapest Munkácsy-Festlichkeiten)
- Rapsódia húngara n.º 17 em ré menor
- Rapsódia húngara n.º 18 em fá sustenido menor (Ungarischen Ausstellung in Budapest)
- Rapsódia húngara n.º 19 em ré menor, D'après les "Csárdás nobles" de K. Ábrányi (sr)

## Versões
Franz Doppler adaptou as Rapsódias húngaras números 2, 5, 6, 9, 12, e 14 para orquestra, com revisões do próprio Franz Liszt. Estas adaptações orquestrais aparecem no S.359 em catálogo Searle. Porém, os números que se lhes dá são distintos dos originais. As primeiras seis versões orquestrais correspondem às versões originais 14, 2, 6, 12, 5 e 9, respectivamente. 
Em 1874 Liszt fez o arranjo destas seis rapsódias para duo de piano. Esta versão de Liszt ficou com o número S.621 do catálogo Searle. Em 1882 fez outra adaptação para duo da Rapsódia húngara n.º 16, que aparece nessa adaptação com o número S.622. Em 1885 há outra versão da Rapsódia húngara n.º 18, situada como S.623; e da n.º 19, como S.623a. Liszt adaptou também a nona e a décima-segunda rapsódias (S.379 e S.379a, respectivamente) para piano, violino e violoncelo.
A Rapsódia húngara n.º 14 passou a ser também a base da Fantasia húngara para piano e orquestra de Liszt, numerada como S.123. 

## Na cultura popular
- A Rapsódia húngara n.º 2 apareceu na curta-metragem The Cat Concerto de Tom and Jerry, em 1947; no Convict Concerto, do Woody Woodpecker (1954); e no Rhapsody Rabbit de Bugs Bunny (1946), no filme Quem tramou Roger Rabbit? (lançado como Uma Cilada Para Roger Rabbit no Brasil) durante a cena do cabaret, onde o Pato Donald e o Daffy Duck tocam em dueto a peça enquanto lutam entre si.
- Parte da Rapsódia húngara n.º 2 foi usada na canção Lobachevsky, de Tom Lehrer.